# マドモアゼル (映画)
『マドモアゼル』（Mademoiselle）は、イギリス・ニュー・ウェイヴの一人であるトニー・リチャードソン監督がフランスヌーヴェルヴァーグの代表的女優の一人ジャンヌ・モロー主演で撮った英仏合作映画。1966年公開。

## あらすじ

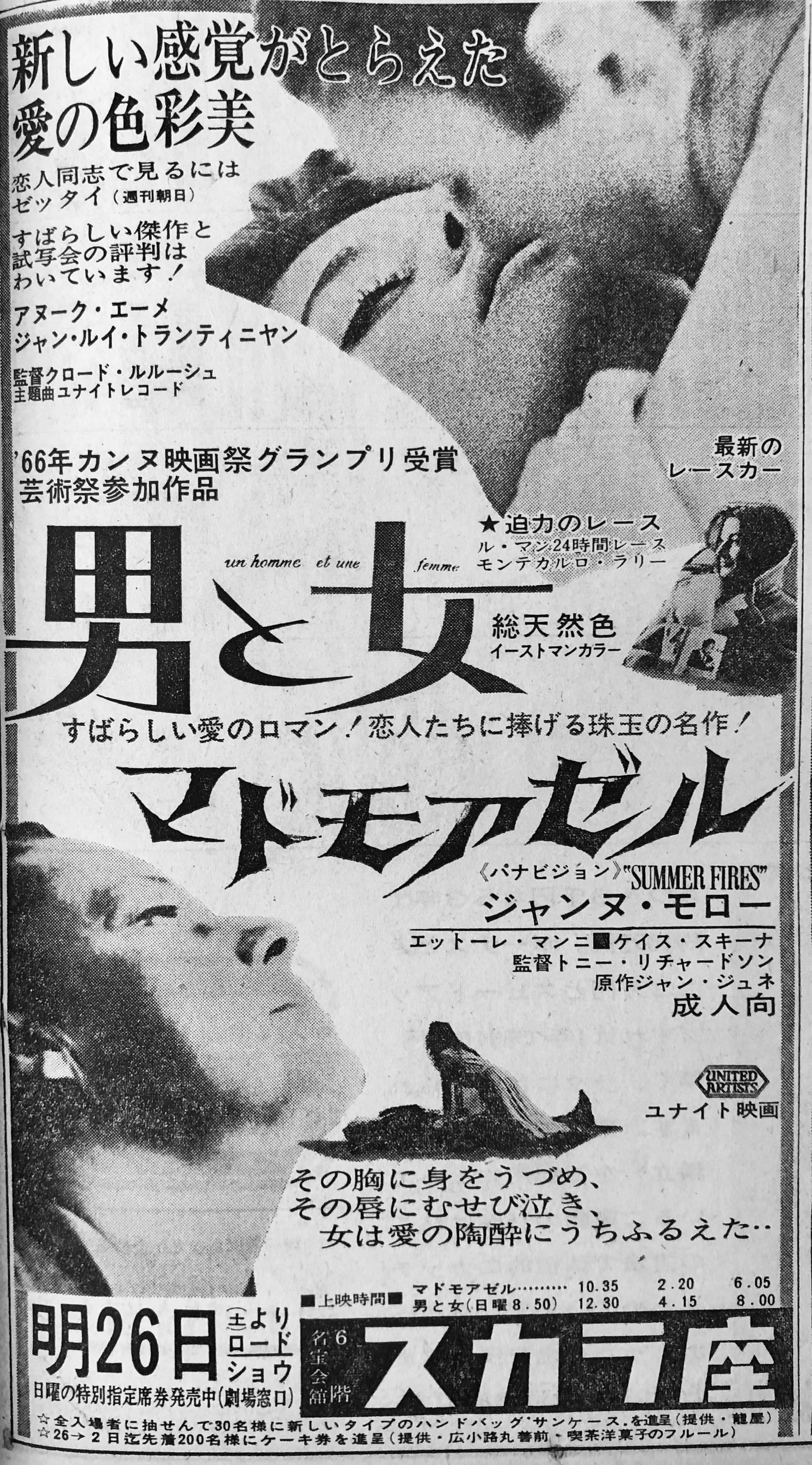
日本の一般公開は1966年12月3日であったが、愛知県では先行して11月26日にクロード・ルルーシュ監督の『男と女』との二本立てで上映された。

愛知県ではトニー・リチャードソン監督の『マドモアゼル』との二本立てだった。ある女性がフランスの小さな村の水源を壊す。その後で花を摘むのを見た老人に「花嫁が冠に使う花を折ってはもう実はならんな」といわれる。皆からマドモワゼルと慕われる女性は小学校の教師で婚期を逃している。村に戻ると、3週間に2度の火事と洪水が起きて大騒ぎだ。マドモワゼルが警察でタイプを手伝っていると犯人は引越してきたイタリア人の木こりマヌーだと噂される。マヌーは事件のたびに英雄的に働いているとマドモワゼルが強く否定する。長男のブルーノはマドモワゼルに教室で「汚い」などとイジメを受け、放火に使った紙切れから犯人が分かるが、証拠を燃やしてしまう。
マドモワゼルは汗まみれに働くマヌーの姿を盗み見していたが、ある時、不注意から失火し、マヌーが懸命の救助をする姿に惹かれる。その後は故意に放火や洪水を引き起こし、飲み水に毒を入れる。葬儀を横目に授業で殺人鬼ジル・ド・レと聖女ジャンヌ・ダルクの話をする。家畜が全滅し、毒物の無水亜ヒ酸を持っている証拠がないのに村人はマヌーが犯人だと信じる。マドモワゼルがマヌーを誘惑して野原で狂乱の一晩をすごす。朝、マヌーが「明日息子と二人でこの村を出ていく」という。ボロボロの服で村に戻ったマドモワゼルは村の女に「あいつにやられたのか」と聞かれ、「ウィ」と答える。マヌーは村人のリンチを受けて死ぬ。マドモワゼルが皆から惜しまれ、車で村を出ていくが、その姿を見たブルーノは唾を吐く。

## キャスト
| 役名         | 俳優                   | 日本語吹替 |
| ------------ | ---------------------- | ---------- |
| マドモアゼル | ジャンヌ・モロー       | 来宮良子   |
| マヌー       | エットレ・マンニ       | 嶋俊介     |
| ブルーノ     | キース・スキナー       | 神谷明     |
| アントーニオ | ウンベルト・オルシーニ | 若本紀夫   |

## スタッフ
- 監督：トニー・リチャードソン
- 脚本：マルグリット・デュラス
- 原案：ジャン・ジュネ

## 反響
- 町山智浩が、『トラウマ映画館』（集英社2011年）という本で取り上げ、表紙も本作のスチールを使った。
- DVD発売時に『映画芸術』誌上で、青山真治が批評した。